# 대전둔산여자고등학교
대전둔산여자고등학교(大田屯山女子高等學校)는 대한민국 대전광역시 서구 갈마동에 있는 공립 고등학교이다.

## 학교 연혁
- 1996년 9월 30일 : 대전둔산여자고등학교 설립인가
- 1997년 3월 5일 : 신입생 입학 (12학급 622명)
- 1997년 6월 12일 : 개교기념일
- 2000년 2월 10일 : 제1회 졸업 (627명)
- 2023년 3월 1일 : 제13대 임동순 교장 부임
- 2024년 1월 8일 : 제25회 졸업(248명, 총 12,786명)
- 2024년 3월 4일 : 제28회 입학식(14학급 273명)

## 참고 자료
- 대전둔산여자고등학교 - 한국교육학술정보원 학교알리미